# هارولد هارلی
هارولد هارلی (انگلیسی: Harold Hurley; ۱۶ نوامبر ۱۹۲۹ – ۲۹ اوت ۲۰۱۷) بازیکن هاکی روی یخ اهل کانادا بود.